# Carl Snoilsky
Carl Johan Gustaf Snoilsky (Estocolmo, 8 de septiembre de 1841 - Estocolmo, 19 de mayo de 1903) fue un poeta sueco, conocido por su poesía realista.
Snoilsky nació en Estocolmo. Fue educado en Clara School, y en 1860 se matriculó en la Universidad de Upsala. Fue formado para la diplomacia, la cual abandonó para trabajar en la Oficina de Asuntos Exteriores de Suecia. En 1861, y bajo el pseudónimo de "Sven Tröst", comenzó a escribir poemas, y pronto se convirtió en el centro de la brillante sociedad literaria de la capital. Un año más tarde publicó una colección de poemas a la que tituló Orchideer. Durante 1864 y 1865 marchó a Madrid y París en misión diplomática. 
Fue en 1869 cuando su obra Dikter vio la luz firmada con el verdadero nombre del autor, convirtiéndose de esa manera en uno de los poetas contemporáneos más eminentes. La publicación en 1871 de Sonetter incrementó su reputación. Después de aquello, Snoilsky abandonó la poesía, centrándose por completo en su trabajo en la Oficina de Asuntos Exteriores y en el estudio de la numismática.
Sin embargo, en 1876, publicó una traducción de las baladas de Goethe. En 1876 fue designado administrador de los archivos (expeditionssekreterare) de la Oficina, y sucedió al obispo Paul Genberg como uno de los dieciocho miembros de la Academia Sueca. Pero en 1879 renunció a todos sus cargos, abandonando Suecia para trasladarse a Florencia con la condesa Ebba Piper, con quien contrajo matrimonio en 1880. En 1881 el conde Snoilsky envió a casa un volumen de Nya Dikter ("Nuevos Poemas"). Dos volúmenes más de su obra Dikter aparecieron en 1883 y 1887, además del poema Savonarola en 1883 y Hvita Frun ("La Dama Blanca") en 1885. En 1886 recopiló sus poemas que trataban sobre temas nacionales en Svenska bilder (2ª ed., 1895), que se convertiría en todo un clásico en Suecia. En 1891 regresó a Estocolmo y ejerció de bibliotecario principal en la Biblioteca Nacional de Suecia. Murió en Estocolmo el 19 de mayo de 1903.
Su obra Samlade dikter (Estocolmo, 5 volúmenes) fue recopilada en 1903-1904.